# Palazzo de Bonis
Il Palazzo de Bonis è situato a Potenza, nei pressi della porta di San Giovanni e l'adiacente torre di avvistamento. Il primo piano dell'edificio era situato lì dove si trovavano le mura di cinta a difesa della città.

## Storia
L'origine dell'edificio è da far risalire a una data antecedente al 1150, anno in cui la struttura venne adibita ad ospedale. Il palazzo ospitò quindi il primo ospedale della città potentina.
Il palazzo venne ampliato con l'edificazione del suo secondo piano durante la dominazione francese in Italia.
Dal 1700 in poi il palazzo fu di proprietà della nobile famiglia de Bonis, che da l'attuale nome all'edificio. 
Nel 1930 grazie all'avvocato Gaetano de Bonis il palazzo, mediante la dichiarazione della sovrintendenza regia, si fregiò del titolo di "monumento storico". In quest'anno venne edificato anche il terzo piano dell'edificio. 
Durante il terremoto del 1980 il palazzo storico subì dei pesantissimi danni che gli costarono numerosi restauri attuati anche dalla soprintendenza alle belle arti. 
Successivamente il palazzo è stato abitato dai discendenti della famiglia de Bonis e da altri residenti.

## Architettura
La struttura presenta tre piani edificati in epoche diverse e un piano sotterraneo. In quest'ultimo si trova un pozzo di acqua sorgiva.
Internamente si trovano delle scritte latine risalenti all'epoca in cui la struttura era adibita a funzione ospedaliera. Di quest'epoca si possono notare la sala mortuaria e la sala operatoria.